# Переробка нефелін-польовошпат-рідкіснометалічних руд електрогідролізом

Технологічна схема вилучення цінних компонентів методом електрогідролізу з нефелін-польовошпат-рідкіснометалічних руд.

Переробка нефелін-польовошпат-рідкіснометалічних руд електрогідролізом — технологія відпрацьовувалась на відходах збагачення нефелін-польовошпат-рідкіснометалічних руд.
Процес гідролізу солей металів (рис.) широко використовується в аналітичній і неорганічній хімії, хімічній технології, гідрометалургії та інших галузях промисловості. Проведені авторами дослідження показали, що оптимальними умовами для проведення солянокислої обробки відходів збагачення є співвідношення Т: Р = 1:2, температура 70-80 оС, тривалість обробки — 3 години. При цьому 98 % нефеліну розкладається; вміст Fe2O3 в польовому шпаті знижується до 0,15-0,17 %. У відповідності з наведеною технологічною схемою пісок обробляють розчином соляної кислоти в режимі протитоку. Переходячи в розчин, нефелін утворює колоїдний діоксид кремнію, який виноситься соляно-кислотним розчином у відстійник.
На стадії електрогідролізу отримують гідроксиди заліза (ІІІ), алюмінію, магнію, карбонат кальцію і розчин гідроксидів калію та натрію.
Одночасно отримують хлор та водень, з яких виробляють хлороводень, який направляється в голову процесу хімічної очистки пісків. Це дозволяє забезпечити замкнений ресурсозберігаючий процес (цикл) очищення польового шпату і переробки нефеліну.